# てっぱん
『てっぱん』は、2010年度後期放送のNHK「連続テレビ小説」第83作で、2010年9月27日から2011年4月2日まで放送されたテレビドラマである。ヒロインは瀧本美織。

## 概要

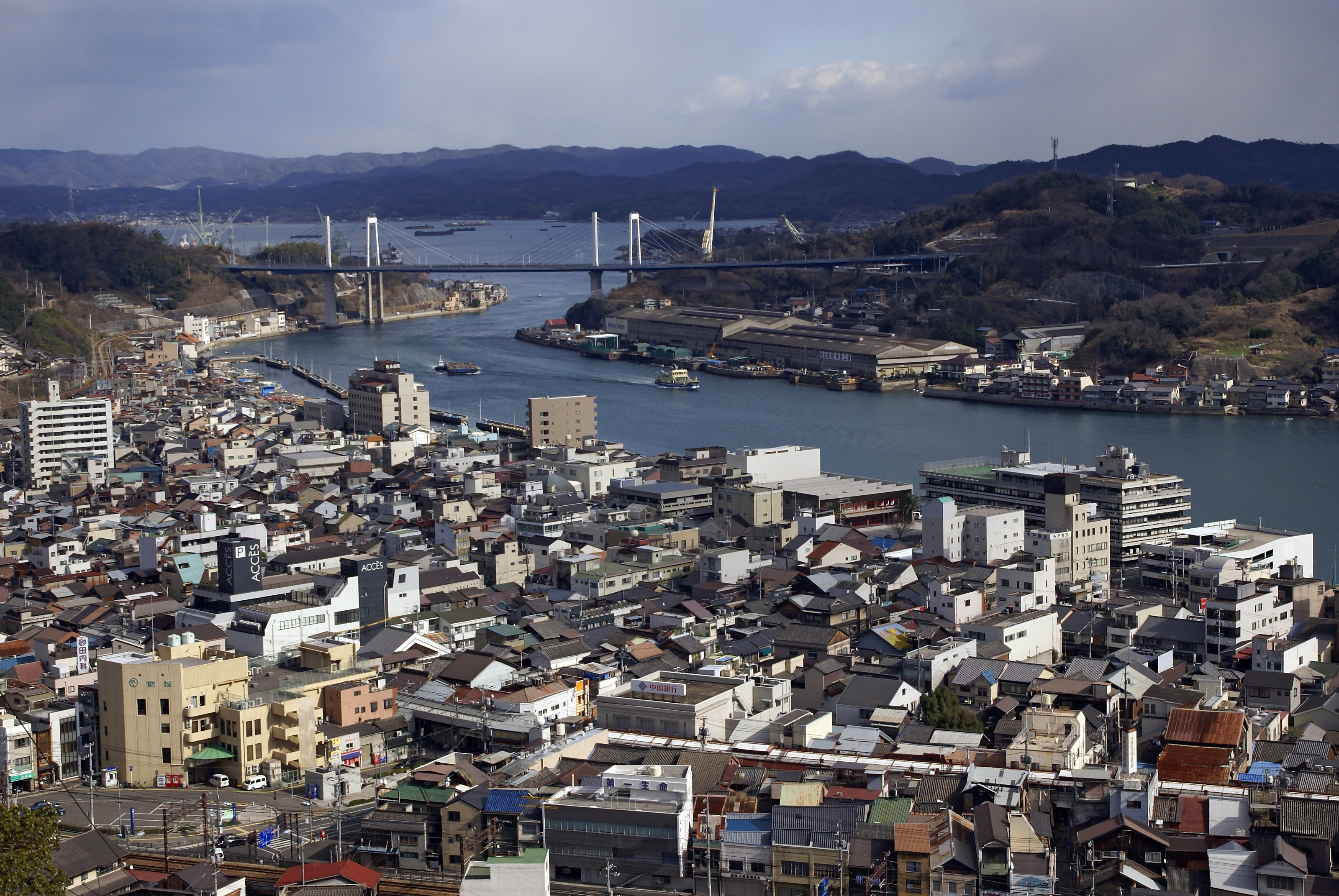
ドラマの舞台の一つ、広島県尾道市

前作の『ゲゲゲの女房』ではヒロインのオーディションは行われなかったが、本作品では再びヒロインのオーディションが行われ1424人の応募者の中から瀧本美織が選出・起用された。養母役の安田成美は第52作『春よ、来い』（1994年 -1995年）のヒロイン・高倉春希役を途中降板して以来15年ぶりに朝ドラに出演した。
ストーリーは大阪と尾道を舞台に、2008年夏の高校野球の地方予選で、ヒロインが吹奏楽部の一員として球場のスタンドで野球部を応援する場面から始まる。大阪が朝ドラの舞台になるのは2007年第77作『ちりとてちん』以来で、広島県が舞台になるのは1978年第22作『わたしは海』以来32年ぶり、尾道が舞台になるのは1964年第4作『うず潮』以来46年ぶりとなる。
クランクインは2010年5月24日、クランクアップは2011年2月18日。
初回平均視聴率は、関東地区で2006年度後期の『芋たこなんきん』（20.3%）に次ぐ18.2%、関西地区で2009年度前期の『つばさ』（14.6%）に次ぐ13.1%を記録した。
この作品での演技が評価され、祖母・田中初音役の富司純子がギャラクシー賞で2011年2月度月間賞を受賞、ヒロイン・村上あかり役の瀧本美織がTVnavi ドラマ・オブ・ザ・イヤー2011最優秀新人賞を受賞した。
「NHKオンデマンド」の「見逃し番組」サービスとして14日間配信した後、1年間「特選ライブラリー」で配信する「シームレス配信」サービスのドラマでの適用第1作。衛星チャンネルの再編成に伴い、BS2・BShiで放送した最後の連続テレビ小説。
2013年4月8日からBSプレミアムの月曜から土曜の19時枠で本作が再放送されることになった。当初、同枠では2006年度前期の『純情きらり』の再放送が予定されていたが、同日スタートの月曜から土曜の7時15分枠が2011年度後期の『カーネーション』の休止で、『純情きらり』に差し替えられるため、急遽決定したもの。

## あらすじ
広島県尾道市（向島）に生まれたヒロイン・村上あかりは、ある日自宅の鉄工所を訪れた祖母・田中初音（はつね）により、自分が村上家に養子縁組されたことを知る。
高校を卒業後、大阪の会社に就職するものの、会社の破産手続きにより失職し、困難はあったものの、鰹節をつくる会社に就職。祖母の家に転がり込み、下宿をしている祖母の家に暮らしている様々な人に出会いながら、かつて母親と祖母が切り盛りし閉店していたお好み焼きの店を再度復活させ、息を吹き返させ周りの協力をえながらも笑いあり感動ありの庶民派ホームドラマである。

## スタッフ
- 作 - 寺田敏雄、今井雅子、関えり香
- 脚本協力 - 寺田敏雄、今井雅子、根本ノンジ、オカモト國ヒコ
- 音楽 - 曲・演奏 葉加瀬太郎 (テーマ曲には「ひまわり」というタイトルが付けられている)、啼鵬
テーマ曲がインストゥルメンタルとなるのは『瞳』以来2年半ぶり。
本作では登場人物が既存の楽曲を歌ったり演奏をするシーンが多数存在する。しかし、テーマ音楽や劇中のオリジナル楽曲は全てインストゥルメンタルとなっており、既存の楽曲についてもオリジナル音源が使用されるシーンはない。
- タイトルバックのダンス振り付け - 近藤良平（コンドルズ）
- 制作統括 - 海辺潔
- プロデューサー - 三鬼一希
- 技術 - 黒川毅
- 美術 - 山内浩幹
- 音響効果 - 山田正幸
- 編集 - 田中美砂
- 音声 - 渡辺暁雄
- 照明 - 青井紀子
- 撮影 - 大須賀弘之
- 記録 - 藤澤加奈子
- 映像技術 - 森千重
- タイトルバック制作 - 中島信也
- タイトルデザイン - 森本千絵[注 3]
- トランペット指導 - やまさきしょうこ
- ユーフォニアム指導 - 石田忠昭
- 鉄工所指導 - 玉井正彦
- お好み焼き指導 - 佐竹真綾
- 演出 - 井上剛、石塚嘉、小林大児、熊野律時、藤並英樹、松川博敬、橋爪紳一朗、盆子原誠
- 語り - 中村玉緒
- 副音声解説 - 松田佑貴
- 尾道ことば指導 - 原尚子
- 大阪ことば指導 - 田中恵理
- 新潟ことば指導 - 高橋瑞佳
- 絵画指導 - 豊田真理沙
- フードコーディネーター - 吉岡秀治 吉岡知子（オカズデザイン）

## 登場人物

### 村上家
村上あかり（むらかみ あかり）
演 - 瀧本美織
本作のヒロイン（主人公）。1990年10月16日生まれ。
高校3年（2008年）の夏に自分が村上家の実子ではないことを知る。高校では吹奏楽部でトランペットを担当。周囲から「がんぼ」と呆れられるほど男勝りの明るい性格で、他人の身の上には強い関心を示し、自らも介入することが多い。
高校卒業後、就職のため大阪へ向かったが、会社の破産により出勤初日に失職。その後、「浜勝」（はましょう）に就職し、田中荘を紹介され、祖母・初音の部屋に間借りすることになる。その後、冬美が開く予定であったお好み焼きの店を自らやりたいと宣言し、ついに「おのみっちゃん」を開店。同時に冬美が新潟へ帰郷したため、初音の部屋から出て冬美が使っていた部屋を使うこととなった。当初は浜勝との両立を図ろうとしていたが、後に店の方に専念する事を選び、浜勝を退職している。
「あかり」という名は、寺から見下ろした尾道の街の幸せそうな明かりを見た実母の千春が、娘の未来にもそのような明かりがあって欲しいとの願いを込めて付けたもの。
村上真知子（むらかみ まちこ）
演 - 安田成美
あかりの養母。物事に動じない性格で、急逝した千春の娘であるあかりを我が子同然に育ててきた。夫・錠が初めて赤ん坊のあかりを抱いた時に言った「かわいいのう」のひと言を聞いて、あかりを育てる決心をした。あかりが明るい気持ちの娘であるのは彼女の大きな包容力と愛情によるところが大きい。
村上錠（むらかみ じょう）
演 - 遠藤憲一
あかりの養父。「村上鉄工所」を経営。真知子同様、あかりを我が子同然に育ててきた。その想いは特別で、ずっと手元に置きたいと思っている。喜怒哀楽の感情表現が激しいが、愛情深い面もある。自己紹介の際に決まって「金へんに定めると書いて錠」と説明する。
欽也とのぞみの結婚に際しては、自身と真知子が経験した辛い思いをさせたくない一心から強硬に反対していたが、欽也の揺るがぬ覚悟を聞いて承諾した。
7年後の後期の連続テレビ小説『わろてんか』で、遠藤は主人公の父親役で出演している(ただし、本作とは異なり厳格な父親の役柄である)。
村上欽也（むらかみ きんや）
演 - 遠藤要
あかりの長兄（義兄）。錠と真知子の長男。「おのみち信用金庫」に勤務。実直で温和な性格。あかりからは「欽兄（きんにい）」と呼ばれ、錠から紹介される際には「金が欠けると書いて欽也」と呼ばれている。
徐々にのぞみに恋心を抱き、プロポーズする。一旦は断られたものの、のぞみが尾道で円を出産するのに終始立ち会ったことを通し、最終的にはのぞみと結婚し、円の父親になった。
村上鉄平（むらかみ てっぺい）
演 - 森田直幸
あかりの次兄（義兄）。錠と真知子の次男。欽也とは4歳違い。常に前向きで熱い性格。高校を1年留年しているため、あかりとは同期にあたる。高校卒業後は父の経営する鉄工所に就職するが、半年足らずで鉄工所を飛び出してしまう。その後は大阪で伝の家に居候しながら、あかりと共に「おのみっちゃん」を切り盛りしていたが、父のぎっくり腰をきっかけに尾道へ戻り、改めて鉄工所を継ぐことを決意する。あかりからは「鉄兄（てつにい）」と呼ばれ、錠から紹介される際は「金を失うと書いて鉄平」と呼ばれている。

### 尾道の人々
横山隆円（よこやま りゅうえん）
演 - 尾美としのり
錠の幼なじみ。寺の住職。独身。錠に真知子をとられた苦い思いを抱いており、錠と衝突する折に触れて、そのくやしさを皮肉交じりにぶつける事がある。またあかりの実母である千春にあかりの妊娠を知っていた上で求婚した過去もある。
錠の長男・欽也が小早川のぞみに恋している事をいち早く覚り、「ダバダバ～」と口ずさんでいた。
篠宮久太（しのみや きゅうた）
演 - 柳沢慎吾
錠の幼なじみ。造船会社「篠宮造船建設」（通称：篠宮造船）の社長。「村上鉄工所」の主要な取引先で、錠からは「久ちゃん」と呼ばれる。娘の加奈を溺愛しているが、娘を思っての行動が裏目に出て、加奈から疎まれる場面もある。
篠宮加奈（しのみや かな）
演 - 朝倉あき
久太と芳江の一人娘。あかりの親友。高校では吹奏楽部に所属。大阪の音大を受験して一度は失敗したが、一浪を経て見事合格した。
鉄平に好意を寄せていたがその想いは実ることなく終わる。
音大入学後は「おのみっちゃん」に足しげく通うようになり、のぞみが抜けた後は店を手伝うようになる。
篠宮芳江（しのみや よしえ）
演 - 久野麻子
久太の妻で、加奈の母。造船会社の事務を手伝っている。
島田先生（しまだ）
演 - おかやまはじめ
あかりの高校時代の担任で、あかりや加奈が所属していた吹奏楽部の顧問。

### 大阪・田中荘の人々
田中初音（たなか はつね）
演 - 富司純子
下宿屋「田中荘」の大家。あかりと生き別れになった母方の祖母。千春の母。夫を早くに亡くしている。あかりと出会った時点で67歳。千春と暮らしていた頃、田中荘の一角で「ちはる」という名のお好み焼き屋を開いていた。周囲から「いけず」と煙たがられる（本人は気にせず）ほど頑固な性格だが、根は優しい。
初対面の際、（千春の形見の）トランペットを海に投げ捨てたため、音楽を大切に思うあかりを激怒させる。20年前に家を飛び出した千春の消息を求めて村上家を訪ねるまで、千春の死や孫・あかりの存在を知らなかった。
あかりを案じ、下宿屋を閉めて土地の売却益を財産として彼女に相続させて隠居しようとするが、あかりの反対と周囲の説得により考えを改め、下宿の食卓を活用して定食屋を開業、その際に店舗との間を仕切っていた壁も取り払った。
尾道の家族（当初はあかりや真知子も。後に鉄平のみ）からは尾道の奇祭「ベッチャー祭り」にちなんで「ベッチャー」と呼ばれていた。
オープニングのクレジットでは、トメ（出演者の中で最後に記載）となっている。
西尾冬美（にしお ふゆみ）
演 - ともさかりえ - 第9週まで・第22週
1979年9月生まれ。新潟から家出に近い状況で大阪に出る。第1週の大阪の商店街夏ライブでトランペット奏者が見つからず、イベントが中止になると騒いでいた際、千春の形見のトランペットを返しに大阪を訪れていたあかりをたまたま見つけ、イベントへ引っ張り出した。
尾道にちなんで、あかりを「おのみっちゃん」と呼んでおり、後のお好み焼き屋の店舗ブランドとなった。
モデルの「ジェシカ」とも名乗るが、実際はスーパーのチラシのモデル。その後、チラシの仕事も来なくなり、うどん屋で岡持ち運びをしていた。
貯金をしてあかりや浜勝の協力を得てショットバーの開業に動き出したが、諸事情により初音の開かずの間でのお好み焼き屋の開業に変更。しかし、あかりと共に準備中に実家（小料理屋を経営）の父親の容体が悪くなり、冬美の意志を引き継いだあかりのお好み焼き屋「おのみっちゃん」の開店を見届け、実家の小料理屋を継ぐために新潟へ帰った。
その後、大阪への家族旅行の際に8か月ぶりに「田中荘」を訪れ、大阪の人々と再会する。
滝沢薫（たきざわ かおる）
演 - 長田成哉
実業団の駅伝選手。故障のため強豪チームを解雇され、数段格下のチーム（星村運送）に拾われた。その後、合宿所を飛び出し、あかりと同じ日に田中荘に下宿する。
かつて箱根駅伝で10人抜きをした実績を持つ。その頃を知る欽也は彼のファンである。
2009年の関西実業団対抗駅伝競走大会で区間賞を取り、翌年のひろしま男子駅伝への大阪府代表として出場が決まっていたが、直前で疲労骨折を起こして断念、引退も検討したが、あかりの励ましを受け、マラソンへの転向を決意する。その後、福岡の実業団（有明製薬）への移籍が決まり、福岡へ転居。
陸上にストイックな性格で、邪魔者を許さない主義。当初はあかりにも素っ気ない態度をとっていたが、接していくうちに心を開くようになって知らない内に恋心を抱く。その後、復帰戦優勝を条件にプロポーズするも、あかりの田中荘とおのみっちゃんへの愛情は理解しており、あかりに配慮する形で彼女を福岡に連れ帰ることは断念した。
復帰後は陸連から強化選手の指定を受け、海外遠征に出ていることになっていた。
冬美から「駅伝君」と呼ばれている影響で、鉄平からは「駅伝」、民男からは「駅伝のお兄ちゃん」と呼ばれている。
中岡徹（なかおか とおる）
演 - 松尾諭
会社員（プログラマー）。妻と離婚後、息子と共に田中荘に下宿している。のぞみにプロポーズするも欽也に敗れる。その後民男の今後も考えて親子で田中荘を出ることを決めた。その後は定食屋となった田中荘に常連客として通っており、婚活にも励んでいる様子。
中岡民男（なかおか たみお）
演 - 前田航基（まえだまえだ）
徹の一人息子。お好み焼き屋「おのみっちゃん」の名付け親。冬美を「年行ったお姉ちゃん」、泥棒（空き巣）疑惑がかけられた橘を「泥棒のおっちゃん」、酔いつぶれて「おのみっちゃん」に来たのぞみを「酔っぱらいのお姉ちゃん」と呼ぶなど、人を第一印象で呼ぶ癖がある。終盤で父・徹とともに田中荘を出るが、それに際して初音に味噌汁の作り方を教えてもらっていた。田中荘を出たのち中学校に進学、「おのみっちゃん」にも友達を連れて通っている。
笹井拓朗（ささい たくろう）
演 - 神戸浩
田中荘で最も古くから暮らしている下宿人。人付き合いが苦手で、会話もぎこちないが、民男とは仲が良い。画家を目指す。絵は最近やっと1枚売れたのみで、どうやって下宿代を捻出しているかは不明とされている。
幼少期は施設で過ごしており、父親が残して行った自分の肖像画を大切にしている
10年間を田中荘で過ごしたが、田中荘から卒業して羽ばたいていく他の下宿人に触発され「外に出て思いっきり絵を描きたい」と田中荘を出る決心をする。
田中荘を出たのちは世界各地を転々として絵を描いているらしく、その際に出会ったと思われる外国人の友人を連れて「おのみっちゃん」を再訪した。
小早川のぞみ（こばやかわ のぞみ）→村上のぞみ（むらかみ のぞみ）
演 - 京野ことみ - 第17週から
初登場時点では建設会社で都市開発プロジェクトに従事し、結婚を控えている。実父を探しに、30年前に撮影された亡母（文乃、かつて神田と同じアパートの隣部屋どうし、3年前に他界）と若き日の神田の写真を持って、母がファンであった元「ちはる」の「おのみっちゃん」を訪問する。当初は神田を実父だと思い込んでいた。後に結婚が破談となり、勤めていた建設会社を退職するなどで居場所を失い、半ば強引にアルバイトとして働くようになり、初音の反対を押し切ってあかりの部屋に居候し始める。妊娠が発覚し、当初は子供嫌いを理由に産むのをためらっていたが、周囲の優しさに触れていくうちに心を開き、産む事を決意。滝沢が福岡に転居してからは滝沢の使っていた部屋を借りている。また、子供が産まれたら田中荘を出て一人で子供を育てていこうと思っていたが、中岡と欽也の双方からプロポーズを受け、紆余曲折を経て最終的に女の子（円）を出産して欽也と結婚したことにより、あかりとは義姉妹の関係になった。
頭の回転は速いが、非常に強気かつ高飛車な性格で、誰に対しても強く当たる（実際は片親で育ったという環境から素直になれないだけで、本人もその事は理解している）。当初は妊娠を心配する周囲に「人に甘えるのは嫌だ」「ほっといてよ」とつっぱねたり、ダメ出しや憎まれ口を叩いたり、難しい専門用語（主にビジネス系や経済系）を多用して、あかりや初音を唖然とさせる事もあった。

### 大阪・浜勝の人々
浜野一（はまの はじめ）
演 - 趙珉和
鰹節問屋「浜勝」の3代目社長。商店街夏ライブであかりと出会い、翌年、失業がきっかけで仕事を探していたあかりを自社の従業員として雇う。
冬美と同じく、あかりを「おのみっちゃん」と呼んでおり、後のお好み焼き屋の店舗ブランドとなった。
商店街バンドでのトロンボーンの演奏に情熱を傾けており、また、当初は経営者としての能力に欠けているところがあったため、小夜子には頭が上がらなかった。
後にあかりに恋心を寄せるようになり、そのことで滝沢を意識していた が、あかりの滝沢への想いも理解しており最後は想いをはっきり伝えられないまま身を退き、滝沢との恋愛こそがあかりの幸せだと考えるようになる。
その後も相変わらず「おのみっちゃん」には常連客として通い続け、恋心は吹っ切ったものの以前と変わらない態度で接している。
松下小夜子（まつした さよこ）→有馬小夜子（ありま さよこ）
演 - 川中美幸 - 第17週まで・第25週
浜勝の事務員。会社を切り盛りしている。はじめはあかりを雇うことに反対したが、入社後は何かと彼女に世話を焼く面倒見の良い人柄。
「おのみっちゃん」開店に際しても事細かに手助けして、最終的には（初音を通じて）あかりが浜勝を退社して店に専念できるよう手筈を整えた。
かつては北新地のホステスだったが、先代社長（一の父）に見込まれて浜勝に入社。その後先代が亡くなったため、一の後見役兼母親代わりとして厳しくも愛情を持って接し、縁の下の力持ちとして浜勝を支えてきた。
一の将来も案じ、会社と一を支えるために長年独身を通してきたが、強い熱意を持ってプロポーズしてきた有馬との結婚を決め、浜勝を寿退社した。
浜勝を離れた後も田中荘や浜野のことは気にかけている。
神田栄治（かんだ えいじ）
演 - 赤井英和
浜勝の職人。鰹節を削って30年のベテラン。ダジャレ好きでなぞかけも得意。あかりの住まいとして田中荘を紹介する。
小夜子に片想いしていたが、結局最後までその想いは伝えられずに終わる。
その後、のぞみに実の父親と勘違いされたのをきっかけに彼女のことを気に掛けるようになり、そのために体を張ることもしばしばである。

### 大阪の人々
田中千春（たなか ちはる）
演 - 木南晴夏
初音の一人娘であかりの実母。トランペットに情熱を燃やしていたが、音楽に理解を示さない初音と仲違いし、18歳だった1988年に大阪の家を家出同然に飛び出して橘のもとへ行ってしまう。2年後、ボストンに留学した橘と袂を分かってかつて橘と訪れたことのあった尾道に辿り着き、村上家の人々と初めて出会い、真知子が受け持つ村上鉄工所の事務作業を手伝うようになる。その時すでに妊娠6か月。両親から「千の春が来るように」という意味を込めて千春と名付けられるも、その想いとは裏腹にあかりを出産してまもなく急逝した。
故人の設定であるため、写真（初音の居間にある仏壇の写真、村上鉄工所を手伝っていた頃の写真）または回想シーンで登場する(ちなみに写真は第1週から登場していたのに対し、回想シーンの登場は第3週から<具体的には第13回で初音に叩かれるシーンが描かれ、第16回で台詞付きの登場となった>)。
長谷川伝（はせがわ でん）
演 - 竜雷太
田中荘の向かいに住む元工務店経営者。初音とは40年の付き合いがあり、田中荘の大工仕事をすることも多い。長く息子夫婦や孫娘とはうまく行っていなかったが、短い間ではあるが孫娘との生活を通して和解した。
終盤、高齢者用マンションに共に入居することを勧める形で初音に告白。田中荘の売却が取りやめになったため入居は実現しなかったが、初音が新たに開いた定食屋を出前係という形で手伝うことになった。
また、なぜか自宅が岩崎らの酒飲み場にされているようで、「うちは酒屋の看板出した覚えないけどな」と呆れた。
岩崎潤（いわさき じゅん）
演 - 柏原収史
音大の講師。浜野が所属する商店街バンドを指導している。若干ナルシストの傾向があり、また、様々なことを音楽や作曲家に例えて話す癖がある。
根本孝志（ねもと たかし）
演 - 松田悟志
滝沢が所属する会社の駅伝チームのコーチ。滝沢の才能を高く評価し滝沢のために奔走。そのために妻子との関係が危うくなったほどである。
陸上部の廃止により退社したが（滝沢は残留）、教員免許を持つことなどから、浜野に促され、寿退社した小夜子の後継として浜勝へ入社する。
厚子（あつこ） / 千代子（ちよこ）
演 - 一木美貴子 / 西村頼子
「おのみっちゃん」の常連客の二人組の女性。

### その他の人々
田島夏代（たじま なつよ）
演 - 久保田磨希（第7週・第22週）
冬美の姉。
塩村徳太郎（しおむら とくたろう）
演 - 芝本正（第11週・第20週）
「浜勝」主催の料理教室の先生として、あかりが探した「割烹塩村」の料理人。伝の古い友人でもある。
生前の千春が彼の店に来店したことがあり、その際同行していた男（橘）の顔も覚えていた。
森下康恵（もりした やすえ）
演 - 茂中瑛子（第11週）
徹の元妻で民男の母親。再婚を機に民男を東京に引き取ろうと田中荘を訪ねた。
長谷川美咲（はせがわ みさき）
演 - 中山心（第12週）
伝の孫娘。両親とうまくいっておらず、不登校がち。一時的に伝と同居することになる。
長谷川健一（はせがわ けんいち）
演 - 宇仁菅真（第12週）
伝の息子。別居中の伝とも娘の美咲ともうまくいっていない。
長谷川百合子（はせがわ ゆりこ）
演 - 八田麻住（第12週）
健一の妻で美咲の母親。
実況
声 - 広坂安伸（第15週）
広島駅伝のテレビラジオ実況の声を、NHKチーフアナウンサーが担当した。
落語
声 - 桂吉弥（第23週）
滝沢が聴いていた落語「崇徳院」の声。
中松（なかまつ）
演 - 蟷螂襲（第16週・第24週）
不意に「おのみっちゃん」に来店した釜ヶ崎（あいりん地区）労務者風の泥酔客。最初は「おのみっちゃん」にはない酒を頼もうとして初音に追い出されたが、後日再来店し、お好み焼きを「まずかったら代金払わんぞ」と言って注文、食後に代金を支払い、店を後にした。その後も「おのみっちゃん」に足を運んでいる。
有馬圭介（ありま けいすけ）
演 - 谷口高史（第16週）
「浜勝」の取引先のレストランのオーナー。小夜子に求婚。あかりたちの前に現れる前から、小夜子の口からその名前が語られていた。
橘公一（たちばな こういち）
演 - 小市慢太郎（第20週・第21週）
東京で作曲家・トランペット奏者として活躍。岩崎の伝で加奈の在籍する大阪の音大の臨時講師として来阪。実は音楽サークルにて千春と出会い、ボストンの音楽院への留学話が持ち上がるが、1990年に千春と別れ単身留学した過去があり、後にあかりの実父であることを彼と初音は知る。だが彼は実父であることを最後まであかりには明かさず、トランペットの個人レッスン後、自ら作曲した「ひまわり」（本番組のテーマ曲）の楽譜をあかりに渡して帰京した。
リエ / マキ
演 - 榎園実穂（第20週） / 須田琴子（第20週）
あかりの店に加奈が連れてきた音大の友人。
佐伯了（さえき りょう）
演 - 丸山智己（第25週）
のぞみの元婚約者。一方的に婚約を破棄したのち、都合が悪くなり再びよりを戻そうとのぞみの前に現れる。
村上円（むらかみ まどか）
演 - 松岡瑚子（最終週）
のぞみが出産した女の子。生まれる前から田中荘の面々に民男が考えた「まるちゃん」の愛称で呼ばれており、「まる」→「円」に因んで命名された。
医者
演 - 要冷蔵
客
演 - 森下じんせい
鈴木鈴江（すずき すずえ）
演 - 馬場園梓（アジアン）（番外編『イブ・ラブ・ライブ』）
布団屋の看板娘で浜野の幼馴染み。愛称は「リンリン」。バンドではキーボードを担当。
石田（いしだ）
演 - 金谷克海
村上鉄工所の従業員。

## 放送

### 通常放送時間
総合
- 本放送 月曜 - 土曜 8時 - 8時15分
- 再放送 月曜 - 土曜 12時45分 - 13時

衛星第2テレビ（BS2）
- 本放送 月曜 - 土曜 7時45分 - 8時
- 再放送 月曜 - 土曜 19時30分 - 19時45分

0000000000000土曜 9時30分 - 11時 (1週間分)
デジタル衛星ハイビジョン（BShi）
- 本放送 月曜 - 土曜 7時30分 - 7時45分

- 2011年3月19日の総合とBS2の本放送は放送時間を1分延長（理由は#その他を参照）。

アンコール（BSプレミアム）
- 月曜 - 土曜 19時 - 19時15分

2013年4月8日開始。本来は「純情きらり」のアンコール放送を予定していたが、7時15分 - 7時30分に放送予定の「カーネーション」の出演者不祥事に伴い変更処置がとられ、急きょ放送が決定した。

### 放送日程
| 週 | 回      | 放送日                 | サブタイトル                 | 脚本     | 演出            |
| -- | ------- | ---------------------- | ---------------------------- | -------- | --------------- |
| 1  | 1-6     | 2010年9月27日-10月2日  | ばあちゃんが来た!            | 寺田敏雄 | 井上剛          |
| 2  | 7-12    | 10月4日-10月9日        | 18歳の決断                   | 寺田敏雄 | 井上剛          |
| 3  | 13-18   | 10月11日-10月16日      | 大阪てんてこまい             | 今井雅子 | 石塚嘉          |
| 4  | 19-24   | 10月18日-10月23日      | 上を向いて食べよう           | 今井雅子 | 石塚嘉          |
| 5  | 25-30   | 10月25日-10月30日      | お母ちゃんの味               | 寺田敏雄 | 井上剛          |
| 6  | 31-36   | 11月1日-11月6日        | 家族のつくりかた             | 今井雅子 | 石塚嘉          |
| 7  | 37-42   | 11月8日-11月13日       | ひらけ! 開かずの間           | 関えり香 | 小林大児        |
| 8  | 43-48   | 11月15日-11月20日      | 二代目はおのみっちゃん       | 関えり香 | 小林大児        |
| 9  | 49-54   | 11月22日-11月27日      | これが私（うち）の作る味     | 今井雅子 | 熊野律時        |
| 10 | 55-60   | 11月29日-12月4日       | ソースが目にしみる           | 関えり香 | 井上剛          |
| 11 | 61-66   | 12月6日-12月11日       | 立つ鳥ダシを濁さず           | 関えり香 | 藤並英樹        |
| 12 | 67-72   | 12月13日-12月18日      | 味は口ほどにものを言う       | 今井雅子 | 石塚嘉          |
| 13 | 73-78   | 12月20日-12月25日      | ふたり                       | 関えり香 | 井上剛          |
| 14 | 79-80   | 12月27日-12月28日      | ふたたびの旅                 | 今井雅子 | 小林大児        |
| 15 | 81-85   | 2011年1月4日-1月8日    | 幻のランナー                 | 今井雅子 | 小林大児        |
| 16 | 86-91   | 1月10日-1月15日        | イヤよイヤよも鰹（かつお）節 | 今井雅子 | 松川博敏        |
| 17 | 92-97   | 1月17日-1月22日        | 鉄よ叩（たた）いて熱くなれ   | 関えり香 | 藤並英樹        |
| 18 | 98-103  | 1月24日-1月29日        | 帰ってきたヨッパライ         | 今井雅子 | 井上剛          |
| 19 | 104-109 | 1月31日-2月5日         | いのちの灯（あか）り         | 今井雅子 | 小林大児        |
| 20 | 110-115 | 2月7日-2月12日         | 親泥棒                       | 関えり香 | 石塚嘉          |
| 21 | 116-121 | 2月14日-2月19日        | ひまわり                     | 今井雅子 | 橋爪紳一朗      |
| 22 | 122-127 | 2月21日-2月26日        | 残されたもの                 | 関えり香 | 井上剛          |
| 23 | 128-133 | 2月28日-3月5日         | 別れの味                     | 今井雅子 | 松川博敏        |
| 24 | 134-139 | 3月7日-3月11日 3月19日 | スタートライン               | 今井雅子 | 石塚嘉 盆子原誠 |
| 25 | 140-145 | 3月21日-3月26日        | 告白の行方                   | 関えり香 | 藤並英樹        |
| 26 | 146-151 | 3月28日-4月2日         | かならず朝は来る             | 今井雅子 | 井上剛          |

- 平均視聴率 17.2%（ビデオリサーチ調べ、関東地区・世帯・リアルタイム）
- 放送日は総合のもの。第24週以降の他の媒体での放送日は下記参照。

#### 東日本大震災による放送日程の変更
本作の放送中の2011年3月11日に東日本大震災が発生。同日から1週間にわたり、総合テレビでは報道特別番組の放送を優先して1週間番組放送を休止、以降の放送を1週間ずつ繰り下げるなど、媒体によって放送日に大幅なずれが発生した。
| 月日     | 本来の放送枠            | 総合             | 総合               | BS2                         | BS2                           | BS2                     | BS-hi 7:30-7:45 | 備考 |
| 月日     | 本来の放送枠            | 本放送 8:00-8:15 | 再放送 12:45-13:00 | 本放送 7:45-8:00            | 再放送 19:30-19:45            | 一週間再放送 9:30-11:00 | BS-hi 7:30-7:45 | 備考 |
| -------- | ----------------------- | ---------------- | ------------------ | --------------------------- | ----------------------------- | ----------------------- | --------------- | --- |
| 3/09(水) | 第136回                 | 第136回          | 第136回            | 第136回                     | 第136回                       | -                       | 第136回         | 11時45分に三陸沖地震（前震）が発生。東北地方では総合再放送を延期。 |
| 3/10(木) | 第137回                 | 第137回          | 第137回            | 第137回                     | 第137回                       | -                       | 第137回         | 東北地方では第136回を12:30-12:45に再放送。 |
| 3/11(金) | 第138回                 | 第138回          | 第138回            | 第138回                     | 休止                          | -                       | 第138回         | 14時46分に東北地方太平洋沖地震（本震）が発生。以降、終日災害報道 |
| 3/12(土) | 第139回 第134回-第139回 | 休止             | 休止               | 休止                        | 休止                          | 休止                    | 休止            | 終日災害報道 |
| 3/13(日) | 放送予定なし            | 放送予定なし     | 放送予定なし       | 放送予定なし                | 放送予定なし                  | 放送予定なし            | 放送予定なし    | 終日災害報道 |
| 3/14(月) | 第140回                 | 休止             | 休止               | 休止                        | 休止                          | -                       | 第139回 第140回 | BS-hiのみ放送再開。19日までの1週間のみ、夜間の再放送も行った。 総合・BS2は引き続き終日災害報道                                                                                          |
| 3/15(火) | 第141回                 | 休止             | 休止               | 休止                        | 休止                          | -                       | 第141回         | 終日災害報道 |
| 3/16(水) | 第142回                 | 休止             | 休止               | 休止                        | 休止                          | -                       | 第142回         | 終日災害報道 |
| 3/17(木) | 第143回                 | 休止             | 休止               | 休止                        | 休止                          | -                       | 第143回         | 終日災害報道 |
| 3/18(金) | 第144回                 | 休止             | 休止               | 休止                        | 第138回                       | -                       | 第144回         | BS2は1週間ぶりに再放送を再開。 |
| 3/19(土) | 第145回 第140第-第145回 | 第139回          | 第139回            | 第139回                     | 第139回                       | 第134回-第139回         | 第145回         | 総合での放送とBS2での本放送が1週間ぶりに再開。 本放送のオープニング前に瀧本と富司の特別メッセージ（1分間）が流された。                                                                  |
| 3/20(日) | 放送予定なし            | 放送予定なし     | 放送予定なし       | 放送予定なし                | 放送予定なし                  | 放送予定なし            | 放送予定なし    | 本放送が1週間中断したのを受けて、総合14時15分 - 16時（15時から15時15分は震災関連ニュース）に第24週を全話再放送。                                                                        |
| 3/21(月) | 第146回                 | 第140回          | 第140回            | 第140回                     | 第140回                       | -                       | 第146回         | |
| 3/22(火) | 第147回                 | 第141回          | 第141回            | 第141回                     | 第141回                       | -                       | 第147回         | |
| 3/23(水) | 第148回                 | 第142回          | 第142回            | 第142回                     | 第142回                       | -                       | 第148回         | |
| 3/24(木) | 第149回                 | 第143回          | 第143回            | 第143回                     | 第143回                       | -                       | 第149回         | |
| 3/25(金) | 第150回                 | 第144回          | 第144回            | 第144回                     | 第144回                       | -                       | 第150回         | |
| 3/26(土) | 第151回 第146回-第151回 | 第145回          | 第145回            | 第145回 (8:15-8:30)         | 第145回 (19:45-20:00)         | 第140回-第145回         | 第151回         | |
| 3/27(日) | 放送予定なし            | 放送予定なし     | 放送予定なし       | 放送予定なし                | 放送予定なし                  | 放送予定なし            | 放送予定なし    | |
| 3/28(月) | 放送 終了 見込          | 第146回          | 第146回            | 第146回 (8:15-8:30)         | 第146回 (20:00-20:15)         | -                       | 放送 終了       | |
| 3/29(火) | 放送 終了 見込          | 第147回          | 第147回            | 第147回 (8:15-8:30)         | 第147回 (20:00-20:15)         | -                       | 放送 終了       | |
| 3/30(水) | 放送 終了 見込          | 第148回          | 第148回            | 第148回 (8:15-8:30)         | 第148回 (20:00-20:15)         | -                       | 放送 終了       | |
| 3/31(木) | 放送 終了 見込          | 第149回          | 第149回            | 第149回-第151回 (8:15-9:00) | 第149回-第151回 (20:00-20:45) | -                       | 放送 終了       | この日限りでBS2・BS-hiを閉局。BS2は残りの3回分を連続放送した。 BS2で最終週の全話再放送が行われなかったため、総合で4月9日16時10分 - 17時55分（ニュース中断挟む）に全話再放送が行われた。 |
| 4/01(金) | 放送 終了 見込          | 第150回          | 第150回            | 閉局                        | 閉局                          | 閉局                    | 閉局            | |
| 4/02(土) | 放送 終了 見込          | 第151回          | 第151回            | 閉局                        | 閉局                          | 閉局                    | 閉局            | 全話放送終了。 |

## オープニング
- テーマソングをバックに、（アバンタイトルがない場合は、「連続テレビ小説」のクレジットを同時に出しつつ、鉄板にあるお好み焼きをひっくり返してから）焼けたお好み焼きをバックにタイトル→そこからエキストラや視聴者提供による「てっぱんダンス」が披露される（冒頭に白い服を着て瀧本が踊るシーンが数秒間だけある[12]）。途中、花屋の前で黒いエプロンをして踊っている店員は振り付け担当の近藤良平本人である。
  - 第1回放送では、アバンタイトルで中村玉緒の「この子がまん丸なお好み焼きを焼くようになるまでの長い物語に、どうぞお付き合い下さいますように」のセリフに続き、オープニングタイトルに合わせて「てっぱん」のセリフが入った。
  - 2010年12月24日の放送では、アバンタイトルの後、中村玉緒の「メリークリスマス」のセリフとともに、冒頭タイトルのお好み焼きの周りにリースがあしらわれたバージョンが使われた。
  - 年明け最初の放送となった2011年1月4日の放送では、アバンタイトルの後、中村玉緒の「ア・ハッピー・ニューイヤー」のセリフとともに、冒頭タイトルのお好み焼きの周りにしめ飾りがあしらわれたバージョンが使われた。

## エンディング
- 鉄板から油を塗るようなイメージのアニメーションとともに、「きょうのピカイチダンサーズ」の写真が登場する。
  - 2010年最後となった12月28日の放送では、次週予告の後に大阪の出演者が集まり「新年は1月4日より放送開始」の告知が入り、エンディング画面となった。
- 第25週（BShi：2011年3月14日、総合・BS2：2011年3月21日）からは次作、『おひさま』の告知が入る。
- 最終回の第26週（6）（BShi：2011年3月26日、総合：2011年4月2日、BS2：3月31日）はオープニングではタイトルを出したが早速本編に入り、「ベッチャー祭り」の模様を取り上げたシーンから始めた。そして通常のオープニングで放送されるテーマソングの演奏と「てっぱんダンス」はエンディングに廻し、これを主要出演者が踊って締めくくり、最後にお好み焼きの上からマヨネーズで「おしまい」と書いて締めくくった。
  - エンディング5秒の「ピカイチダンサーズ」にも村上家が登場し、通常「明日もお楽しみに」と書かれる箇所に「応援ありがとうございました」と表示した。そしてあかりが「ありがとう…」と一言述べて大団円となった。

## 総集編
- 2011年5月3日・5月4日、いずれも8時15分 - 9時58分（9時から9時5分はニュース）に放送された。
  - 5月3日 前編「かならず腹はへる」
  - 5月4日 後編「かならず朝は来る」
- 本編の合間に、2011年春の大阪を舞台に新たに撮り下ろした「ごきげん! 兄弟（ブラザーズ） 〜あかりを探して〜」という欽也と鉄平、「Talk 4 Men」という中岡、岩崎、滝沢、浜野の収録こぼれ話のコーナーや、劇中に登場した料理の作り方を紹介する「てっぱんごはん」と題したコーナー（ナレーターは遠藤憲一）があった。

## 番外編
- てっぱん 番外編〜イブ・ラブ・ライブ
  - 趙珉和演じる鰹節屋・浜勝の社長、浜野一を主役としたスピンオフとして製作。脚本は今井雅子で、演出は石塚嘉。浜野の結婚話と商店街ブラスバンドのクリスマスライブの騒動を重ねあわせた物語で、趙のドラマ初主演作となった[13]。バンドのメンバーで浜野の幼なじみのふとん屋の娘・鈴木鈴江役で馬場園梓（アジアン）が新たにキャストに加わり、本編のヒロイン瀧本美織もあかり役で出演した。
  - 2011年12月16日（総合）20時 - 20時43分（再放送・12月17日 総合 10時5分 - 10時48分）に関西向けに『かんさい特集』として先行放送され、クリスマスイブの12月24日（総合）17時15分から17時58分に全国向けに改めて放送された。なお、『かんさい特集』での先行放送では解説・字幕は入らなかった。

## DVD
- 2011年3月21日 - 7月21日、2か月おきにDVD-BOXが発売。全3巻。

## その他
- 土曜の最後に放送された翌週の予告編の部分を、日曜から月曜の放送開始前に番組宣伝として流すことがある。
- データ放送における登場人物紹介では、以下のような色分けで登場人物を紹介している。
黒 - あかりの血縁者
赤紫 - あかりの養父母一家
空色 - 尾道の人々（久太、隆円など）
緑 - 「田中荘」の下宿人
紫 - 大阪の人々（浜野、伝など）
- また、データ放送では左側にあかりのイラストが表示されている。
- 第67回（2010年12月13日）放送分では鉄板の上に蒸気から「ひと月1000枚」の文字が表示された（蒸気の部分は合成）。また、同日放送分では「浜勝」を退社したあかりが登場し、消えるシーンや、浜野が「おのみっちゃん!?」が言った瞬間にあかりから初音に変わった。
- 2011年1月14日12時45分からの総合での再放送（第90回放送分）は、菅第2次改造内閣組閣関連ニュースのため、13時から13時15分に放送、BS2の再放送は19時33分から19時48分に放送した。
- 事前の取材・調査不足で、第17週の劇中、村上鉄工所の作業員が防じんマスクをつけずに溶接作業をする場面があった。粉じん障害防止規則で溶接作業の際には防じんマスク着用が義務付けられているため[14]、当該箇所の場面では画面右下に「実際の作業では防じんマスクが必要です。」との字幕スーパーの表示や、公式サイトに「NHKの事前の取材不足によるものであり、視聴者のみなさま、関係者のみなさまにおわびするとともに、今後このようなことのないよう細心の注意を払ってまいります。」とNHK大阪放送局名義で詫び文を掲載している[15]。
- 3月3日、『第62回NHK放送文化賞』の受賞者に富司が選ばれた。
- 3月23日、兵庫県神戸市のJR元町駅前で瀧本、長田、森田の3人が東日本大震災の震災孤児への募金活動に参加した[16]。
- 2018年、AbemaTVでも配信された[17]。